# Difesa inglese
La difesa inglese  è un'apertura del gioco degli scacchi, solitamente caratterizzata dalle mosse:
1. d4 b6

Non è un'apertura molto diffusa in quanto il Bianco, grazie a 2.e4 può agevolmente rientrare nelle varianti della difesa Owen oppure scegliere se rientrare in una delle varianti della difesa ovest-indiana. Le mire di quest'apertura sono il controllo a distanza delle case bianche del centro, grazie al fianchettamento dell'alfiere di donna del Nero.
Spesso è chiamata difesa inglese anche la posizione che deriva dalla seguente serie di mosse:
1. d4 e6
2. c4 b6

Nonostante sia inusuale anche in questa forma il grande maestro Viktor Korčnoj la usò nel 1977 vittoriosamente contro Leŭ Paluhaeŭski.